# معرض فني

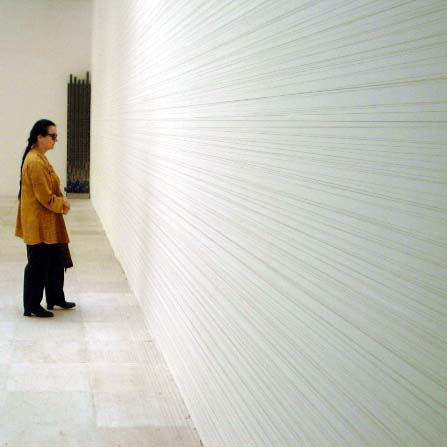
معرض بينالي البندقية 2001

المعرض الفني قاعة أو مجموعة من القاعات يعرض فيها الفنانون إنتاجهم. ترقى فكرة المعارض الفنية إلى أيام اليونان القدامى الذين كان من دأبهم أن يقيموا معارض لمختلف الروائع الفنية في مناسبات مختلفة. ويحدثنا التاريخ أن أن كثيرا من فناني القرن السابع عشر الإيطاليين أتاحو للجمهور فرصة دراسة أعمالهم وشرائها من طريق إقامة المعارض الفنية في البندقية وغيرها، وأنه كان من عادة الأسر الإيطالية النبيلة في ذلك القرن أن تعرض على الجمهور بعض ما تملكه من تحف فنية خلال فترات من الزمن محددة. واليوم تعتبر إقامة المعارض الفنية سبيل الشهرة الأوحد بالنسبة إلى الفنانين الطالعين، ومن هنا حرص هؤلاء الفنانين على تقديم إنتاجهم للجمهور في معارض فنية يستهدفون منها التعريف بهذا الإنتاج وبيعه من قادري الأعمال الفنية وهواتها.

## أنواع المعارض
هناك أنواع مختلفة من المعارض الفنية، وبالأخص هناك تمييز بين المعارض التجارية وتلك غير التجارية. غالبًا ما يشار إلى المعرض التجاري على أنه معرض فني يعرض أعمال الفنانين أو تجار الفن حيث يتعين على المشاركين عمومًا دفع رسوم. الفانيتي غاليري هو عبارة عن مساحة عرض للأعمال في معرض يفرض على الفنان رسوم لاستخدامه هذه المساحة. عادة ما تعرض المعارض المؤقتة للمتاحف عناصر من مجموعة المتحف الخاصة في فترة أو ضمن موضوع أو فكرة معينة، يضاف إليها مجموعة يستعيرها المتحف من مجموعات أخرى لمتاحف أخرى. عادة لا تتضمن أي عناصر للبيع، وهو ما يميزها عن عروض المتحف الدائمة، ومعظم المتاحف الكبيرة تخصص مساحة للمعارض المؤقتة. غالبًا ما تتكون المعارض في صالات العرض التجارية بشكل كامل من العناصر المعروضة للبيع، ولكن قد يضاف إليها عناصر أخرى ليست كذلك. يجب على الزائر عادة دفع (مبلغ إضافي على التكلفة الأساسية لدخول المتحف) لدخول معارض المتحف، ولكن ليس التجاري منها المقامة في صالة العرض. المعارض الاستذكارية التي تعيد النظر إلى الوراء على عمل فنان واحد، هي من الأنواع الشائعة الأخرى للمعارض الفردية أو «العروض الفردية» والمعارض الجماعية أو «العروض الجماعية». البينالي هو معرض كبير يعقد كل عامين، وغالبًا ما يعتزم جمع أفضل ما في الفن الدولي، وهناك العديد من هذه المعارض اليوم. المعرض المتنقل هو معرض يقام في عدة أماكن وأحيانًا في جميع أنحاء العالم.
يمكن أن تكون معارض الفن الجديد أو الحديث خاضعة لحكم لجنة أو مقتصرة على مدعوين معينين أو مفتوحة.
- المعرض التحكيمي، مثل المعرض الصيفي للأكاديمية الملكية في لندن أو بينالي آيوا، لديه فرد (أو مجموعة من الأفراد) يؤدون دور الحكم على الأعمال الفنية المقدمة ويختارون ما سيعرض. وإذا ما منحت الجوائز، يكون الحكم أو لجنة الحكام مسؤولين عن اختيار الفائزين أيضًا.
- معرض الدعوة الخاصة مثل بينالي ويتني، يطلب منظم المعرض من فنانين معينين تقديم أعمال فنية لعرضها.
- المعرض المفتوح أو «غير التحكيمي» مثل معرض كيوتو الذي يعقد كل ثلاث سنوات، يسمح لأي شخص بمشاركة أعماله الفنية ويعرضها جميعها.[3] وهو نوع من المعارض الذي لا يشمل عادة لجنة تحكيم بل هو عبارة عن معرض الفن البريدي.

## لمحة تاريخية
لعب المعرض الفني دورًا حاسمًا في سوق الفن الجديد منذ القرنين الثامن عشر والتاسع عشر. أصبح صالون باريس، المفتوح للجمهور منذ عام 1737، بشكل متسارع العامل الرئيسي في تحديد سمعة، وبالتالي سعر الفنانين الفرنسيين في ذلك الوقت. سرعان ما أنشأت الأكاديمية الملكية في لندن، بدءًا من عام 1769، قبضة مماثلة على السوق، وقد بذل الفنانون جهودًا كبيرة في صنع الأعمال التي من شأنها أن تنجح، وغالبًا ما غيروا اتجاه أسلوبهم لتلبية الذوق الشعبي أو النقد. أُضيفت المؤسسة البريطانية إلى مسرح لندن في عام 1805، إذ أقامت معرضين سنويين، الأول من الفن البريطاني الحديث من أجل البيع، والآخر من استعارة مجموعات رعاتها الارستقراطيين. تلقت هذه المعارض مراجعات مطولة ومفصلة في الصحافة، والتي كانت الوسيلة الرئيسية للنقد الفني في الوقت الراهن. لفت النقاد المتميزون مثل دينيس ديروت وجون راسكين، انتباه قرائهم من خلال مراجعات متباينة حادة لأعمال مختلفة، وأشادوا بالبعض بشكل مبالغ ووجهوا لآخرين ضربات قاسية. كانت بعض الأعمال قد بيعت مسبقًا، لكن النجاح في هذه المعارض كان وسيلة حاسمة للفنان لجذب المزيد من العمولات. من بين أهم معارض اللوحات القديمة التي تستعار لمرة واحدة، معرض كنوز الفن، مانشستر 1857، ومعرض البورتريه الوطني في لندن فيما يعرف اليوم بمتحف فيكتوريا وألبرت، الذي عقد على ثلاث مراحل بين عامي 1866 و1868.
بما أن الفن الأكاديمي الذي يروج له صالون باريس، كان دائمًا أكثر جمودًا من لندن، ساد شعور بأنه يخمد الفن الفرنسي. أُقيمت معراض بديلة، تعرف الآن باسم صالون المرفوضين، وأشهرها الذي أُقيم في عام 1863، عندما سمحت الحكومة لهم بإقامة ملحق للمعرض الرئيسي لعرض تضمن لوحة طعام الغداء في الحقل إدوارد مانيه ولوحة فتاة بالأبيض لجيمس مكنيل ويسلر. تسبب هذا ببدء فترة كانت فيها المعارض التي تعقد لمرة واحدة، حاسمة في تعريض الجمهور للتطورات الجديدة في الفن، وفي نهاية المطاف للفن المعاصر. من أهم عروض هذا النوع هو معرض الأسلحة في مدينة نيويورك في عام 1913 ومعرض لندن الدولي السريالي في عام 1936.
بدأت المتاحف بعقد معارض استعارة كبيرة للفن التاريخي من القرن التاسع عشر، مثلما فعلت الأكاديمية الملكية، ولكن من المتفق عليه بشكل عام أن معرض المتحف الحديث «الضخم»، الذي تميز بطوابير طويلة وفهرس مصور كبير، أن يقام من خلال معارض القطع الأثرية من مقبرة توت عنخ آمون، وقد عقد في عدة مدن في السبعينيات من القرن العشرين. تعد العديد من المعارض، خاصة في الأيام التي سبقت التصوير الفوتوغرافي الجيد متاحة، وهي مهمة في تحفيز البحث في مجال تاريخ الفن، امتلك المعرض الذي عقد في بروج في عام 1902 تأثيرًا حاسمًا على دراسة اللوحات المبكرة في هولندا.
أصبحت المعارض الفنية في أوروبا في عام 1968 رائجة بشكل كبير مع ظهور معارض كولونيا للفنون الذي رعته جمعية تجارة كولونيا للفنون. نظرًا لمعايير القبول المرتفعة في معرض كولونيا، نظم معرض منافس في دوسلدورف، أتاح فرصة أقل اعتبارًا للقاء الجمهور العالمي. أُقيمت هذه المعارض خلال أشهر الخريف. استمر التنافس لبضع سنوات مما أتاح الفرصة لمعرض بازل للفنون من إقامة المعرض في أوائل الصيف. أصبحت هذه المعارض مهمة للغاية لصالات العرض وللتجار والناشرين لأنها قدمت إمكانية التوزيع في جميع أنحاء العالم. دمج معرضا دوسلدورف وكولونيا جهودهما. سرعان ما أصبح بازل أهم معرض للفن.
في عام 1976، نظم معرض فيلوس تحت إشراف الياس فيلوس في واشنطن العاصمة، وهو أول معرض فني للباعة الأمريكيين. عُرف باسم معرض واشنطن العالمي للفن أو فن الغسل للاختصار. قوبل هذا المعرض الأمريكي بمعارضة شديدة من قبل المعارض المهتمة بالحفاظ على محطات توزيع الأعمال الفنية الأوروبية الموجودة أساسًا. قدم معرض واشنطن الفكرة الأوروبية لمعارض التجار إلى تجار الفن في جميع أنحاء الولايات المتحدة. بعد ظهور فن الغسل، تطورت العديد من المعارض في جميع أنحاء الولايات المتحدة.